# Petronilla de Meath
Petronilla de Meath (env. 1300 — 1324) est une servante irlandaise condamnée au bûcher pour sorcellerie à Kilkenny.

## Biographie
Née aux alentours de 1300, elle entre au service de Dame Alice Kyteler, une noble irlandaise. Lors de la mort de son quatrième époux, Dame Kyteler se retrouve accusée de pratiquer la sorcellerie, et Petronilla d'être sa complice. Elle sera condamnée au bûcher en 1324.

## Le procès
Petronilla est torturée, de façon qu'elle avoue qu'elle-même et Dame Kyteler se sont livrées à des actes de sorcellerie. Elle est flagellée puis brûlée le 3 novembre 1324 à Kilkenny,.
Cette affaire judiciaire est le premier cas dans les Îles Britanniques d'une condamnation par le feu pour sorcellerie.

## Confession et mise à mort
Alice Kyteler est accusée par les enfants de ses défunts maris nés de précédents mariages de nombreux délits, allant de la sorcellerie à la démonologie en passant par le meurtre de ses quatre maris. Dame Alice aurait également constitué illégalement sa fortune par le truchement de la sorcellerie.
L'autorité de poursuite est l'évêque d'Ossory. Le procès précédant toute loi formelle sur la sorcellerie, l'accusation se basera sur la loi ecclésiastique (qui assimile la sorcellerie à de l'hérésie) et non sur le droit anglais (qui l'aurait traité comme un crime de droit commun).
N'obtenant pas de confession d'Alice Kyteler, l'évêque décide d'ordonner la torture de sa servante et confidente Petronilla de Meath. Petronilla déclarera qu'elle et sa maîtresse ont appliqué un onguent magique sur un morceau de bois, de façon à permettre aux deux femmes de voler. Elle proclama ensuite publiquement que Dame Kyteler et ses suivantes sont coupables de sorcellerie. Certains furent mis en accusation et fouettés, mais d'autres, dont Petronilla, furent brûlés vivants sur le bûcher.
Dame Kyteler fuit avec l'aide de ses proches en Angleterre, emmenant avec elle Basilia, la fille de Petronilla, qu'elle élève.

## Petronilla de Meath aujourd'hui
Petronilla de Meath est l'une des 39 femmes de l'installation de l'artiste féministe Judy Chicago The Dinner Party, aujourd'hui exposée au Brooklyn Museum. L’œuvre se présente sous la forme d'une table triangulaire de 13 convives par côté, chaque convive étant une femme, figure historique ou mythique. Petronilla de Meath y est assise entre Hildegarde de Bingen et Christine de Pisan.